# Kishi Núñez
Kishi Denise Núñez (Isidro Casanova, Buenos Aires, Argentina, 17 de mayo de 2006) es una futbolista argentina que se desempeña como delantera en la selección femenina de fútbol de Argentina y en el Club Atlético Boca Juniors de la Primera División A de Argentina.

## Trayectoria

### Almirante Brown
Llegó al club en abril de 2019, club en el que hizo inferiores hasta llegar a la categoría de reserva.

### Argentinos Juniors
Debutó en la máxima categoría con Argentinos Juniors, en la Primera B, el día 22 de agosto de 2021. Anotó treinta goles con el Bicho, convirtiéndose en la máxima goleadora de su historia superando a Agustina Occhiuzzi y Luana Mendizábal.
También jugó en el futsal femenino del club, anotando la asombrosa cantidad de 31 goles en sólo 10 partidos, de la mano del director técnico Facundo Cámera.

### Boca Juniors
Firmó con el Boca Juniors hasta diciembre de 2024. Jugó su primer partido y anotó su primer gol el 21 de agosto de 2022. En su primer actuación como titular marcó 3 goles, en la victoria por 3 a 1 frente a Racing.
Asimismo, formó parte del plantel que disputó la Copa Libertadores Femenina 2022, aportando un gol frente al equipo brasileño Corinthians, quien era el vigente campeón, siendo así clave en la victoria 2 a 1 del equipo. Más tarde, Boca Juniors caería en la final, pero de igual forma conseguiría una actuación histórica para un equipo argentino, siendo Kishi un valor muy importante.

## Selección nacional

### Categorías inferiores
Fue convocada en mayo de 2020 por Diego Guacci y Bárbara Abot para el combinado argentino sub-15.
Kishi formó parte de la selección sub-17 que participó en el Campeonato Sudamericano Femenino Sub-17 de 2022.
También en el 2022 fue citada por primera vez a la sub-20 para el Torneo Internacional de Futbol Sub-20 de l'Alcudia, campeonato en el que terminaron subcampeonas tras perder 2-1 ante el Villarreal en la final.
El 23 de agosto de 2024 es confirmada dentro de la lista de 21 futbolistas confeccionada por el técnico Christian Meloni para representar a Argentina en la Copa Mundial Sub-20 del mismo año.

### Selección absoluta
Debutó el 31 de mayo de 2024 en la victoria 2-0 de la selección Argentina contra la selección de Costa Rica.

### Participaciones en Copas del Mundo
| Competición          | Categoría | Sede     | Resultado        | Partidos | Goles |
| -------------------- | --------- | -------- | ---------------- | -------- | ----- |
| Copa Mundial de 2024 | Sub-20    | Colombia | Octavos de final | 4        | 3     |
| Total                | Total     | Total    | Total            | 4        | 3     |

### Estadísticas
Datos actualizados al último partido jugado el 1 de agosto de 2025.
| Selección | Año   | Amistoso | Amistoso | Copa América | Copa América | Total | Total |
| Selección | Año   | PJ       | G        | PJ           | G            | PJ    | G     |
| --------- | ----- | -------- | -------- | ------------ | ------------ | ----- | ----- |
| Argentina |       |          |          |              |              |       |       |
| 2024      | 4     | 1        | 0        | 0            | 4            | 1     |       |
| 2025      | 5     | 1        | 6        | 1            | 11           | 2     |       |
| Total     | Total | 9        | 2        | 6            | 1            | 15    | 3     |

#### Goles internacionales
Listado de goles anotados con la Selección mayor. 
| n.º | Fecha                   | Lugar                                       | Rival     | Gol   | Resultado      | Competición            |
| --- | ----------------------- | ------------------------------------------- | --------- | ----- | -------------- | ---------------------- |
| 1   | 30 de noviembre de 2024 | Beyond Bancard Field, Davie, Estados Unidos | Colombia  | 1 – 0 | 1 – 1 (5:4 p.) | Amistoso internacional |
| 2   | 2 de junio de 2025      | GIO Stadium Canberra, Canberra, Australia   | Australia | 1 – 1 | 1 – 4          | Amistoso internacional |
| 3.  | 24 de julio de 2025     | Estadio Banco Guayaquil, Quito, Ecuador     | Ecuador   | 1 – 0 | 2 – 0          | Copa América 2025      |

## Clubes
| Club                      | País      | Año           |
| ------------------------- | --------- | ------------- |
| Almirante Brown (Reserva) | Argentina | 2019-2021     |
| Argentinos Juniors        | Argentina | 2021-2022     |
| Boca Juniors              | Argentina | 2022-presente |

## Palmarés
| Título             | Club         | País      | Año    |
| ------------------ | ------------ | --------- | ------ |
| Primera División A | Boca Juniors | Argentina | 2022   |
| Primera División A | Boca Juniors | Argentina | 2023   |
| Copa de la Liga    | Boca Juniors | Argentina | 2023   |
| Copa Federal       | Boca Juniors | Argentina | 2023   |
| Primera División A | Boca Juniors | Argentina | A-2024 |